# Paolo de Bernardis
Paolo de Bernardis (* 1. Februar 1959 in Florenz) ist ein italienischer Astrophysiker und Kosmologe.
Paolo de Bernardis studierte an der Universität La Sapienza in Rom mit dem Laurea-Abschluss 1982 und wurde dort 1987 promoviert. 1992 wurde er dort Assistenzprofessor, 2001 außerordentlicher Professor und 2004 erhielt er eine volle Professur.
Er befasst sich vor allem mit experimenteller Astrophysik und Kosmologie, und besonders mit dem Kosmischen Mikrowellenhintergrund (CMB). Er war von italienischer Seite der Chefwissenschaftler der Ballonexperimente Boomerang B 98 und B03 von 1998 (in der Antarktis) bzw. 2003. Im BOOMERanG-Experiment von 1998 wurden erstmals akustische Oszillationen im CMB nachgewiesen und es wurde die Flachheit des Universums aus dem CMB nachgewiesen und 2003 die Polarisation des CMB. Er war auch Ko-Leiter der Ballonexperimente Maxima und Archeops und des High Frequency Experiment im Planck-Weltraumteleskop.
2008 schlug er das SAGACE-Satellitenexperiment vor (Messung des Sunjajew-Seldowitsch-Effekts in Galaxien) und er war auch führend beteiligt in einer Reihe weiterer Vorschläge für Satellitenexperimente wie 2008 B-Pol. Von ihm stammen zwei populärwissenschaftliche Bücher.
2001 erhielt er für Boomerang den Feltrinelli-Preis und den Targa Piazza Preis der INAF und 2006 mit Andrew E. Lange den Balzan-Preis für Beobachtende Astronomie und Astrophysik. Für die Messung der Anisotropie des CMB mit Boomerang und Maxima erhielt er 2009 mit Andrew Lange und Paul Richards den Dan-David-Preis. 2011 erhielt er den Giuseppe und Vanna Cocconi-Preis der Europäischen Physikalischen Gesellschaft und 2012 den 2011 Van Duzer Prize der Abteilung Supraleitung der IEEE mit Tarasov, Kuzmin, Edelman und Mashashbde für die Entwicklung der supraleitenden CEB-Detektoren.
Er ist korrespondierendes Mitglied der Accademia dei Lincei und er ist Mitglied der Accademia Nazionale delle Scienze.

## Schriften
- Osservare l' Universo, Bologna: Il Mulino 2010
- Solo un miliardo di anni ?, Bologna: Il Mulino 2016